# Adam Gorczyński

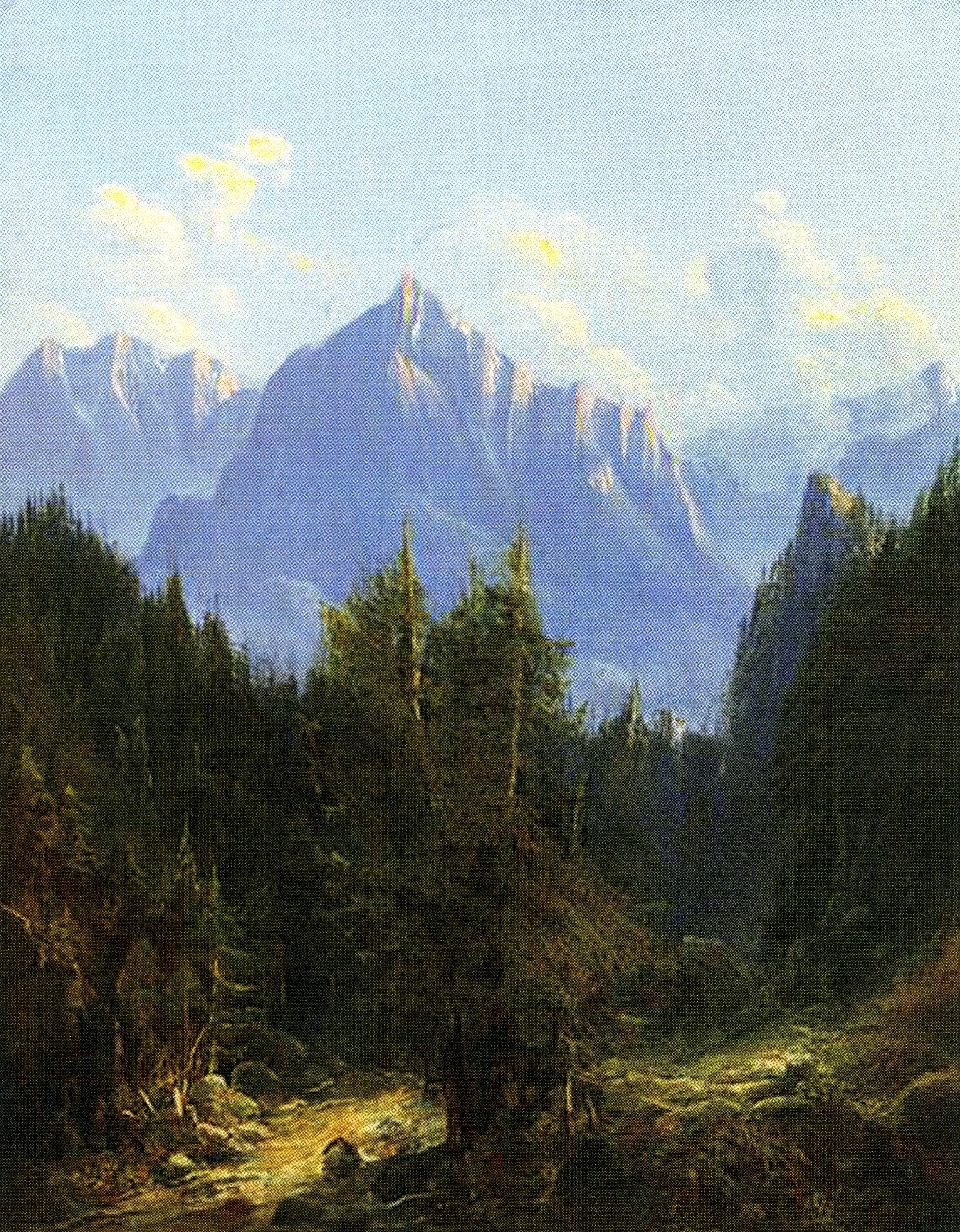
Adam Gorczyński: Cesta k Mořskému oku

Adam Gorczyński (1805 Tarnów – 24. května 1876 Brzeźnica), byl polský spisovatel a básník období romantismu, autor populárních románů, malíř polského romantického období, krajinář polských krajin, spoluzakladatel Společnosti přátel krásného umění v Krakově, politicky angažovaný v polských záležitostech v Haliči, sociální aktivista, majitel statků v Brzeźnici a Marcyporębě. Používal literární pseudonym „Jadam z Zator“.

## Život
Narodil se v roce 1805 v Tarnówě jako syn Józefa Kalasanty Gorczyńského, právníka, který byl povýšen do šlechtického stavu v roce 1794, a Katarzyny rozené Łojowské. V roce 1818 Józef Kalasanty koupil Brzeźnici, Nowe Dwory a část Marcyporęby. Adamova sestra Elżbieta byla babičkou generála Józefa Hallera.
Adam Gorczyński absolvoval gymnázium v Tarnówě a poté studoval filozofii ve Lvově. Sblížil se se skupinou lvovských intelektuálů, stoupenců trendu zdůrazňujícího spojení polské kultury a slovanských dějin. Kulturní a literární atmosféra, kterou byl mladý Gorczyński tehdy prostoupen, se projevila i v jeho pozdějších literárních textech.
Od roku 1821 se účastnil „kamerálních studií“ ve Vídni, které připravovaly správce velkých pozemkových statků a úředníky pro rakouské korunní země. Po návratu z Vídně, kde také studoval malířství, se oženil a ujal se statku v Nowych Dworech. Po smrti svého otce v roce 1830 se trvale přestěhoval do Brzeźnice, kterou zdědil spolu s částí nedaleké Marcyporęby. Jako majitel významných tabulárních statků v Haliči měl právo volit v kurii statkářů. Zemřel v roce 1876 a byl pohřben na hřbitově u farního kostela v Marcyporębě.
Překládal básně Václava Hanky. Překládal také poezii německých romantiků Schillera a Goetha. Přeložil také Romea a Julii od Williama Shakespeara.

## Ukázka z Gorczyńského básnické tvorby
| „                                                                       | Znáš-li zemi českou, Krásnou vlast tu Jana? Jenž Vltavy jest nebeskou Pásní přepásána: V zeleném koberci polí Zvou tě města přívětivá, A na ňadrech vlasti stolí Praha, slávy pamětlivá; Viz to roucho její skvělé, Tkané z kostelů a domů. Viz ten hrad se pnoucí směle V stany hvězd a říši hromů! | “ |
| — Úryvek z básně Pochvala Čech (překlad: František Ladislav Čelakovský) | |   |